# Albert Kalkert
Albert Kalkert (1902-1970) va ser un enginyer aeronàutic alemany. Va treballar per a Gothaer Waggonfabrik on va dissenyar planadors de combat i aeronaus com el Gotha Go 145, el Gotha Go 146, el Gotha Go 149, Gotha Go 242, el Gotha Go 244 i el Ka 430.